# گورنواستالوو
گورنواستالوو (روسی: Горносталево) یک دریاچه در سرزمین آلتای کشور روسیه است.